# 幺部
幺部，為漢字索引裡為部首之一，康熙字典214個部首中的第五十二個（三劃的則為第二十三個）。在傳統漢字與中文簡化字中，幺部都被歸於三劃部首。幺部通常是從左方及中間均可為部字，且無其他部首可用者將部首歸為幺部。

## 部首單字解釋
么的或體。

## 字形

金文
小篆

## 名稱
- 漢語：部　（拼音：yāobù　注音：ㄧㄠ ㄅㄨˋ）
- 日語：
- 朝鲜語：

## 字例
| 除部首外之筆劃 | 字例 -{ |
| -------------- | ------- |
| 0              | 幺乡    |
| 1              | 幻      |
| 2              | 幼      |
| 6              | 幽      |
| 7              | 𢇁𢇃    |
| 8              | 𢇉      |
| 9              | 幾㡫㡬  |
| 11             | 㡭      |
| 13             | 㡮 }-   |